# Fischerhude
Fischerhude ist ein Ort an der Wümme im Landkreis Verden, Niedersachsen und Ortsteil des Fleckens Ottersberg. Fischerhude liegt am Radfernweg Hamburg–Bremen.

## Geschichte

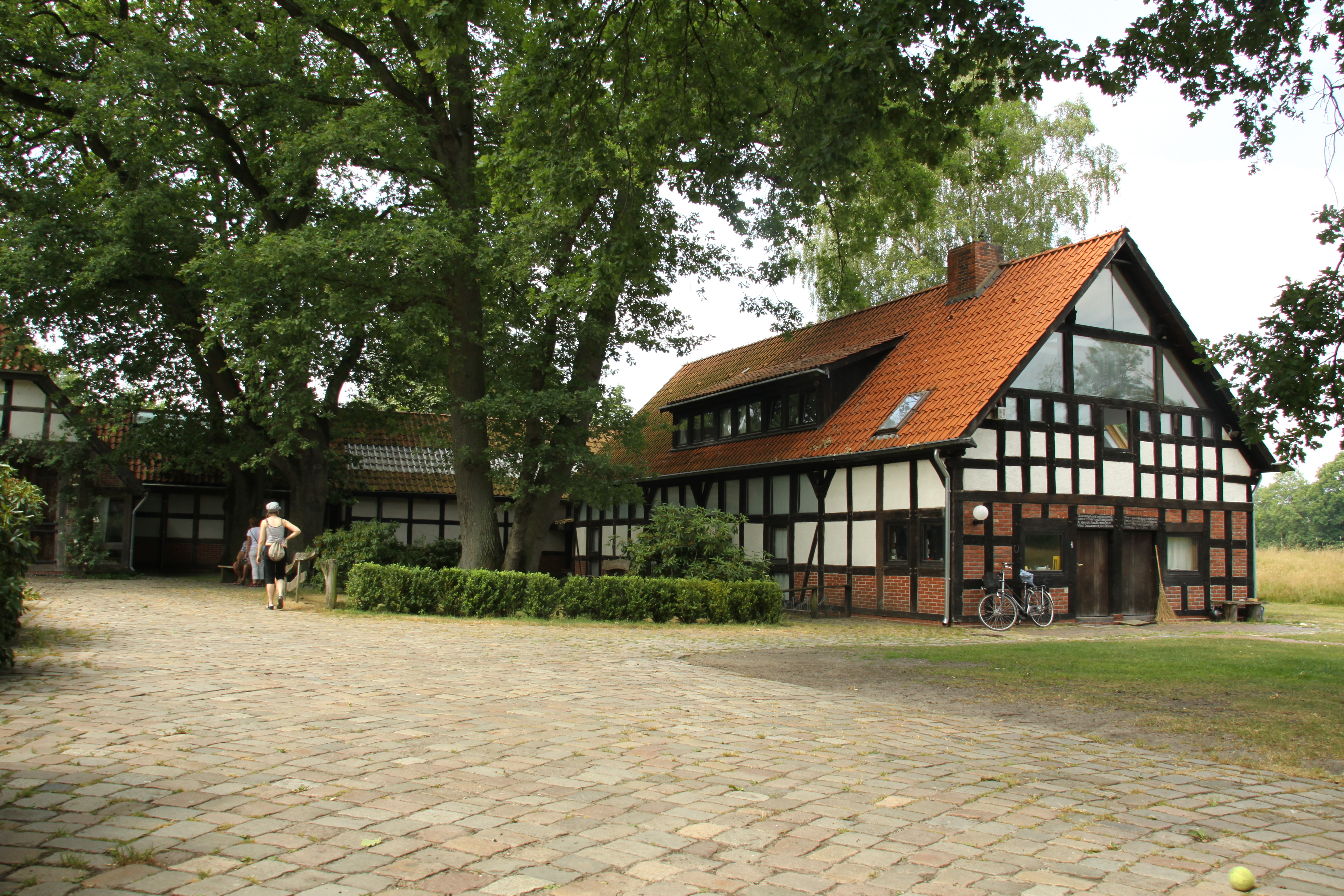
Otto-Modersohn-Museum

Zugehörig zum Kirchspiel Wilstedt wurde Fischerhude als Besitzung des Klosters Rastede erstmals 1124 als Widagheshude an der Wemmo urkundlich erwähnt. 1190 wurde der Ort als Widigeshude genannt. Später ging das Patronat der Kirche zu Wilstedt vom Rasteder Abt auf die Grafen von Oldenburg über und blieb bis ins 19. Jahrhundert im Besitz des Großherzogs von Oldenburg. In Schriftquellen des 17. Jahrhunderts wird von einer schon damals vollständig abgegangenen und bis heute nicht lokalisierten Burg berichtet.

### Künstlerkolonie
Nachdem sich 1908 Heinrich Breling und Wilhelm Heinrich Rohmeyer in Fischerhude niedergelassen hatten, entwickelte es sich zur Künstlerkolonie. Später folgten Otto Modersohn, Hans Buch, Clara Rilke-Westhoff (Ehefrau von Rainer Maria Rilke) sowie ihr Bruder, der Maler Helmuth Westhoff, der Komponist Karl Gerstberger und der Schriftsteller Diedrich Speckmann. Mit seiner Schwägerin, der Bildhauerin Amelie Breling, errichtete Jan Bontjes van Beek 1922 eine Keramikwerkstatt, die seit 1925 das Markenzeichen Fischerhuder Kunst-Keramik führte.
Siehe auch Liste von Künstlern, die in Fischerhude gewirkt haben oder noch wirken und Kategorie:Künstler (Fischerhude).

### Gebietsreform
Mit der kommunalen Gebietsreform wurden 1968 die Ortschaften Fischerhude und Quelkhorn zusammengefasst. Am 1. Juli 1972 wurde Fischerhude in die Einheitsgemeinde Flecken Ottersberg eingegliedert.

## Politik
Seit 1972 gehört Fischerhude gemäß der kommunalen Verwaltungs- und Gebietsreform zur Einheitsgemeinde Flecken Ottersberg.

### Ortsrat
Der Ortsteil Fischerhude/Quelkhorn wird durch einen Ortsrat in der Gemeinde vertreten, der sich aus sieben Mitgliedern zusammensetzt. Die Ratsmitglieder werden durch eine Kommunalwahl für jeweils fünf Jahre gewählt.

Bei der Kommunalwahl 2021 ergab sich folgende Sitzverteilung:
| Ortsrat 2021Insgesamt 7 Sitze - SPD: 1 - Grüne: 2 - FGBO: 2 - CDU: 2 |

### Ortsbürgermeister
Ortsbürgermeister ist seit dem 22. November 2011 Wilfried Mittendorf (FGBO).

## Sehenswürdigkeiten

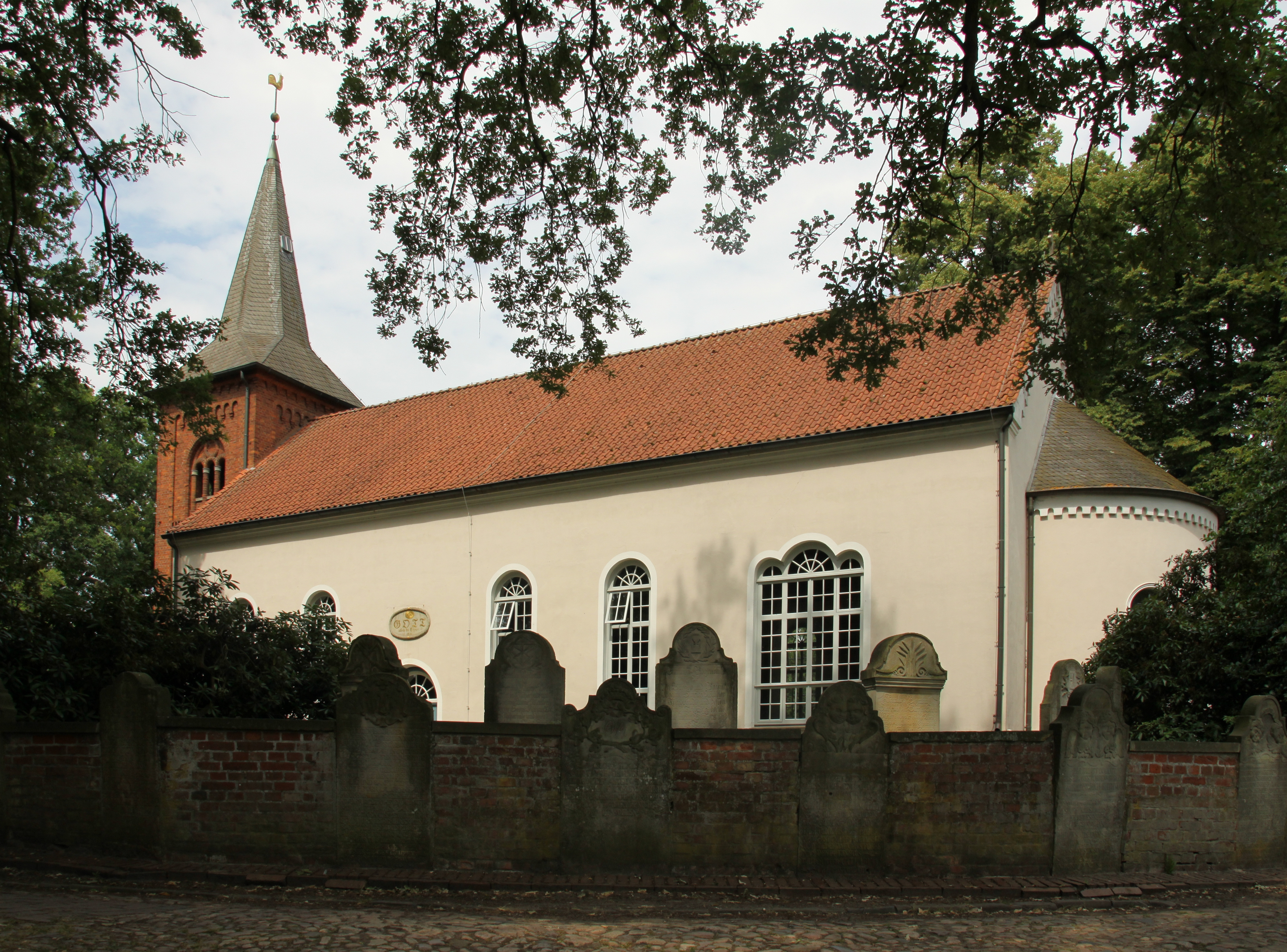
Liebfrauenkirche

- der 29 Meter hohe Mühlenberg mit der 1880 errichteten Holländerwindmühle, die sich im Besitz des Parzival-Hofes befindet.[7]
- das „Heimathaus Irmintraut“, ein altes niedersächsisches Bauernhaus, welches als Heimatmuseum eingerichtet ist
- die Otto-Modersohn-Museen[8] mit Schausammlung von Bildern von Otto Modersohn sowie Sonderausstellungen
- der Kunstverein Fischerhude in Buthmanns Hof mit einer Sammlung, die mehr als 250 Werke von Fischerhuder Künstlern umfasst. Seit 2000 werden regelmäßig Ausstellungen durchgeführt.
- die Wümme, die mit ihren naturbelassenen Flussarmen den Ort durchströmt mit den Fischerhuder Wümmeniederungen, die seit 2006 unter Naturschutz stehen und im Westen an die Borgfelder Wümmewiesen anschließen. Seltene Tier- und Pflanzenarten finden hier ihren Lebensraum.[9]
- die Liebfrauenkirche, die 1841 eingeweiht wurde.
- die Kirchhofmauer: In die Mauer des Kirchhofs sind die alten Grabsteine gemauert, die vom Friedhof in Wilstedt stammen. Fischerhude gehörte zur Kirchgemeinde Wilstedt, deshalb heißt der Weg westlich vom Quelkhorner Berg auch Wilstedter Kirchweg.
- Der nördliche Raum im Gasthof Berkelmann ist von dem Bremer Architekten Eduard Scotland gestaltet.Kriegerdenkmal Fischerhude

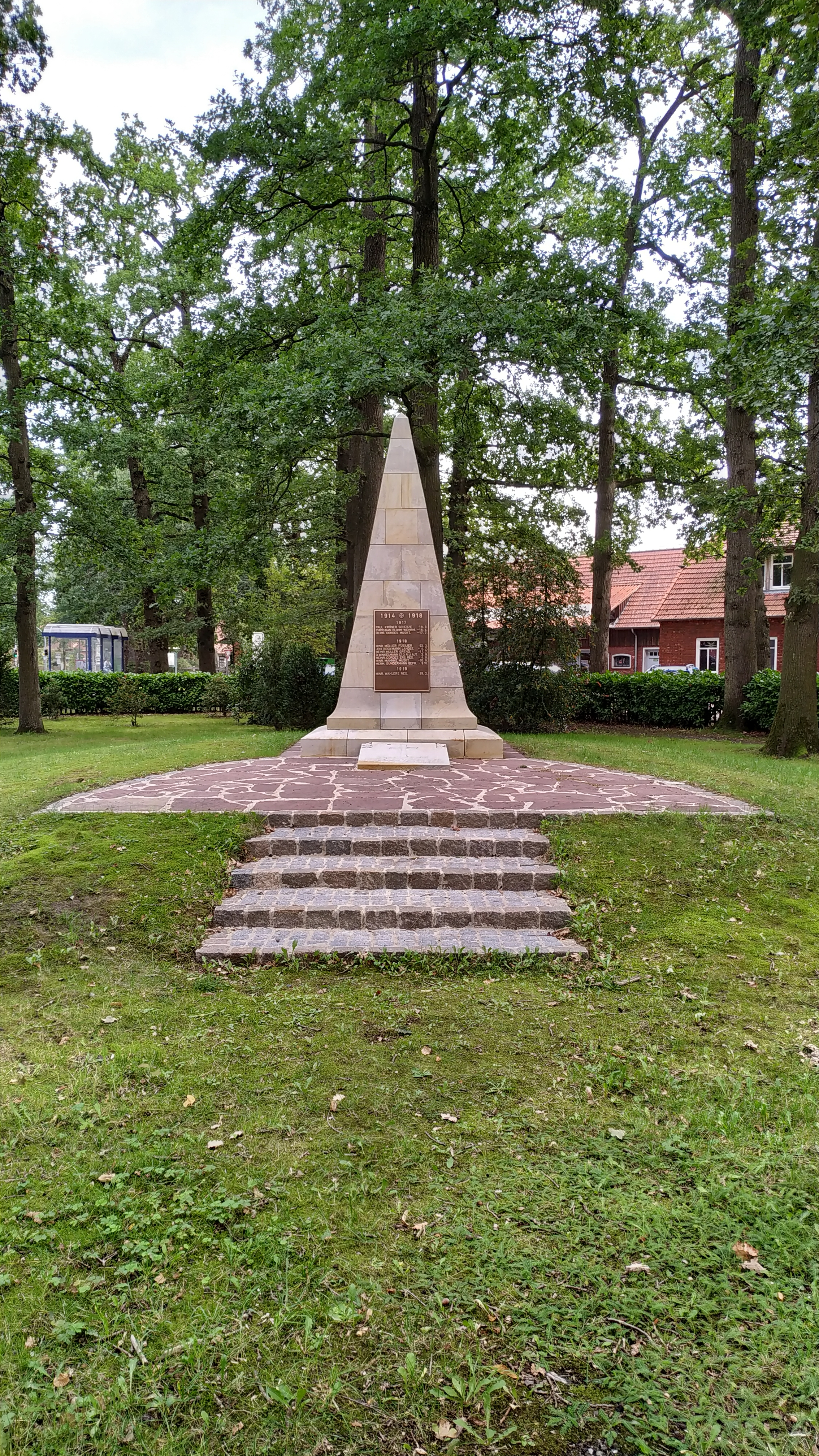
Kriegerdenkmal Fischerhude

## Regelmäßige Veranstaltungen
- Beim Maifest am 1. Mai wird von den Vereinen des Ortes ein aus zahlreichen geschmückten Motivwagen, Musikkapellen und Vereinsgruppen bestehender Umzug organisiert und danach auf der Maiwiese gefeiert. Die einzelnen Wagen bewertet und vorgeführt.
- Der von wechselnden Vereinen organisierte Heimatabend findet am Abend des 1. Mai statt mit Aufführungen verschiedener ortsansässiger Künstler und einer Theateraufführung.
- Am 3. Advent findet der Weihnachtsmarkt statt.
- Beim Sommer- und beim Silvesterlauf laufen die Kinder einen Kilometer, die anderen Teilnehmer fünf oder zehn km. Spendenaktionen für Projekte begleiten diese Veranstaltung.

## Vereine
- TSV Fischerhude-Quelkhorn
- Gesellschaft-Otto-Modersohn-Museum
- Heimatbund
- Fischereiverein
- Schützenverein
- Kunstverein Fischerhude im Buthmanns Hof
- Freunde der Kammermusik Fischerhude/Quelkhorn – Fischerhuder Hofkonzerte in Buthmanns Hof
- Gemischter Chor
- Reit- und Fahrgemeinschaft Fischerhude
- Reiterverein Fischerhude
- Ortsfeuerwehr und Jugendfeuerwehr Fischerhude-Quelkhorn

## Persönlichkeiten

### Söhne und Töchter des Ortes

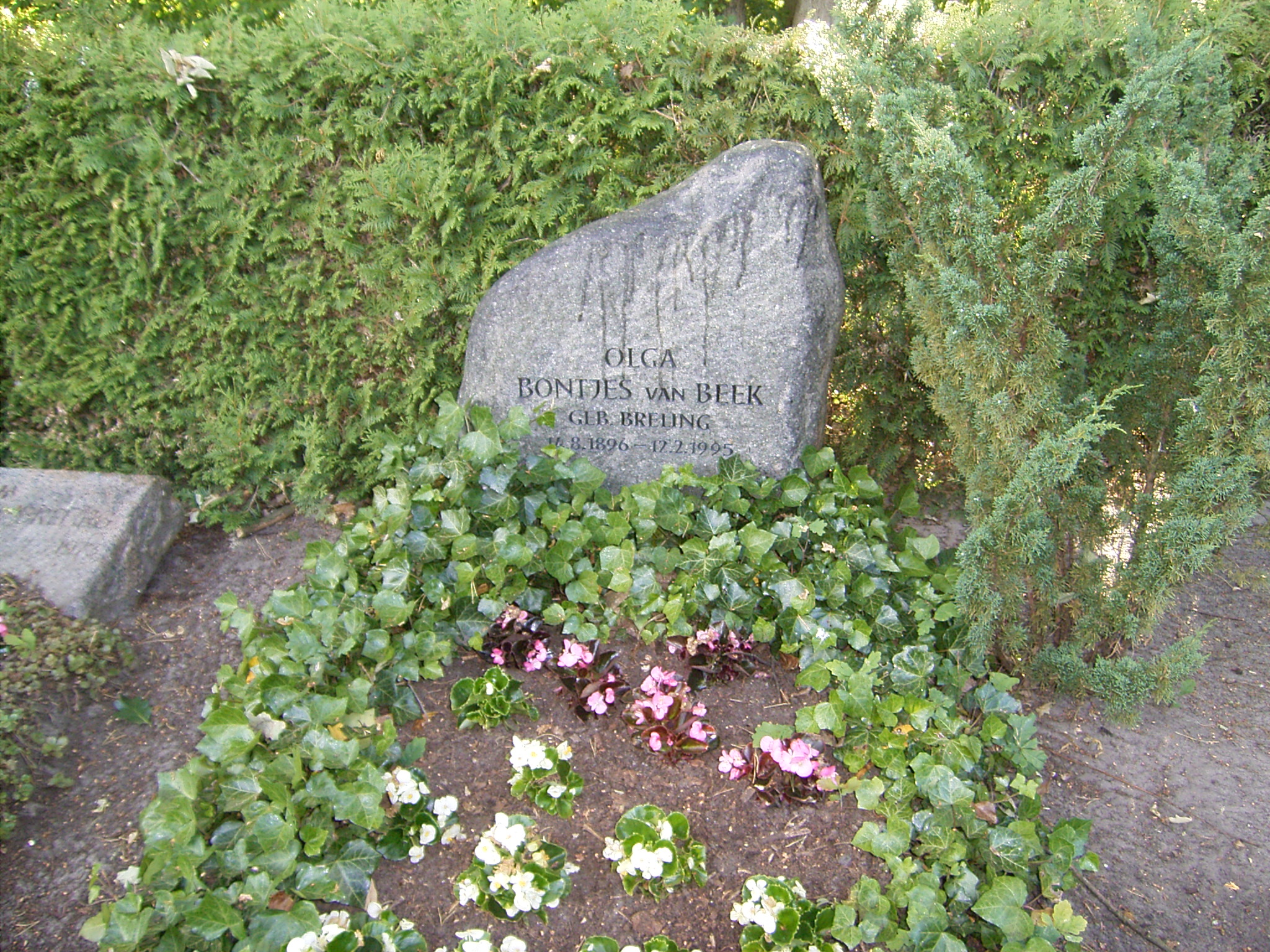
Grab von Olga Bontjes van Beek

- Selly Hein (1835–1900), Kaufmann, Wollwaren-Fabrikant, Zeitschriften-, Spielkarten-Verleger und jüdischer Wirtschafts-Funktionär
- Georg Hinrich Bruns (1889–1914), Autor
- Johannes Dieckmann (1893–1969), Politiker von DVP und LDPD, Präsident der Volkskammer der DDR
- Olga Bontjes van Beek (1896–1995), Tänzerin, Bildhauerin und Malerin
- Klaus Rohmeyer (1929–2013), Fotograf
- Hille Darjes (1943–2018), Theaterschauspielerin und Hörspielsprecherin
- Frank Faltin (* 1963), Fußballspieler

### Sonstige Persönlichkeiten

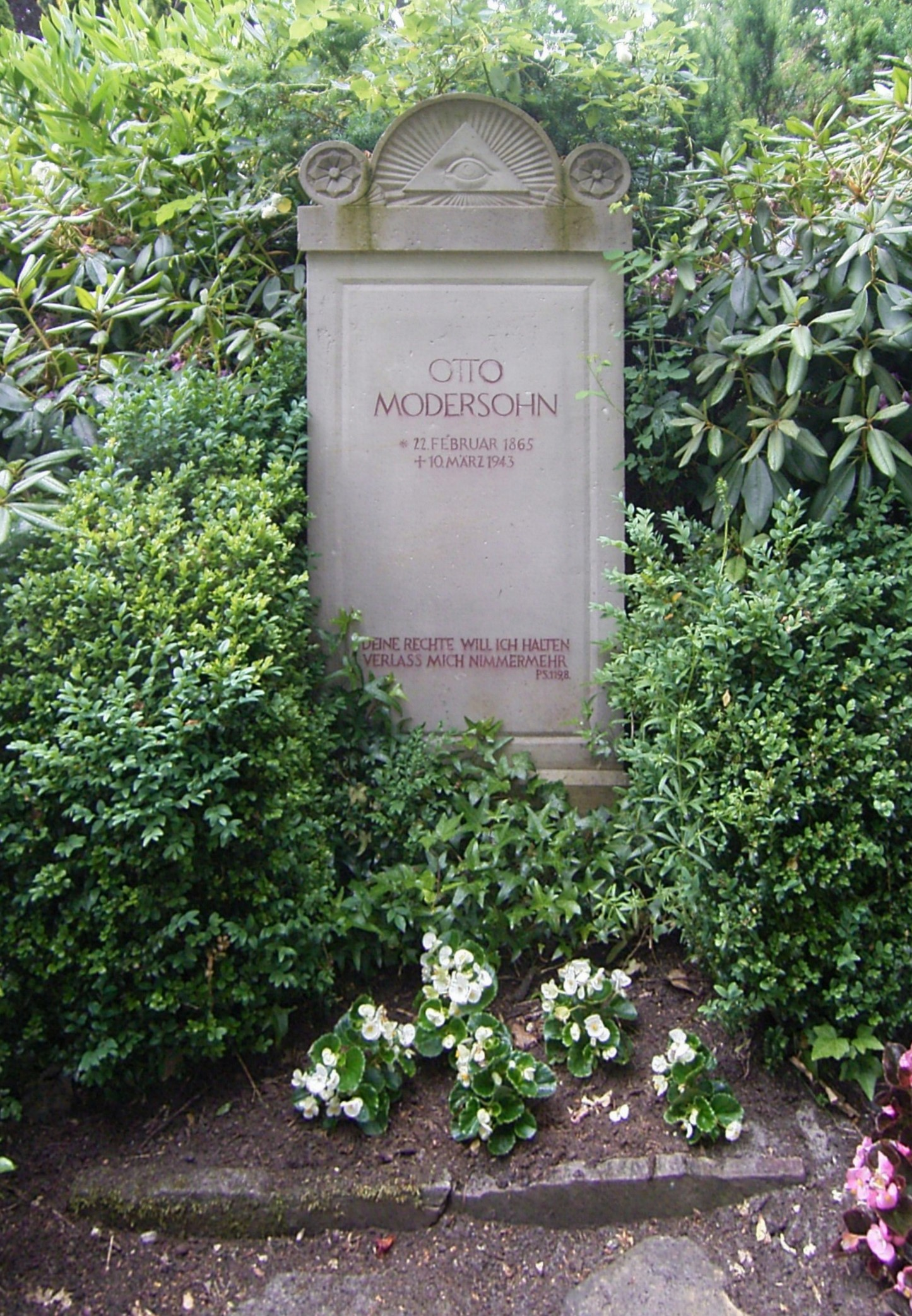
Grab von Otto Modersohn

#### Künstler, die in Fischerhude gewirkt haben
- Hermann Angermeyer (1876–1955), Genre-, Porträt- und Landschaftsmaler
- Jan Bontjes van Beek (1899–1969), Keramiker und Bildhauer
- Mietje Bontjes van Beek (1922–2012), Malerin und Autorin
- Hermann Heinrich Betke (1881–1966)
- Heinrich Breling (1849–1914), Historienmaler
- Amelie Breling (1876–1965), Bildhauerin und Keramikerin
- Hans Buch (1889–1955), Maler
- Fritz Cobet (1885–1963), Maler
- Emma Eibler (1868–1958)
- Johanna Eißler (1901–1981)
- Adriaan van der Ende (1920–2013)
- Marie Fritsch (1877–1943)
- Sophie Gallwitz (1873–1948), Schriftstellerin
- Karl Gerstberger (1892–1955)
- August Haake (1889–1915), Maler
- Rudolf Franz Hartogh (1889–1960)
- Bernhard Hoetger (1874–1949), Bildhauer, Maler, Architekt und Kunsthandwerker des Expressionismus
- Tomma Leckner (* 1942)
- Gustav Marx von Söhnen (1882–1960), Maler
- Hans Meyboden (1901–1965), Maler
- Erhart Mitzlaff (1916–1991), Maler, Grafiker und Architekt
- Christian Modersohn (1916–2009), Maler
- Otto Modersohn (1865–1943), Maler
- Louise Modersohn-Breling (1883–1950), Sängerin und Malerin
- Hellmut Müller-Celle (1903–1982)
- Else Pauls (1886–1980)
- Clara Rilke-Westhoff (1878–1954), Bildhauerin und Malerin
- Elke Rehfinger
- Wilhelm Heinrich Rohmeyer (1882–1936), Maler, Grafiker und Möbeltischler
- Bertha Schilling (1870–1953)
- Diedrich Speckmann (1872–1938), Schriftsteller als „Heidedichter“
- Wolf-Dietmar Stock (* 1942)
- Helmuth Westhoff (1891–1977), Maler
- Werner Zöhl (1926–2012), Maler des Expressionismus

#### Weitere Persönlichkeiten mit Bezug zum Ort
- Matthias Bartke (* 1959), Politiker (SPD)
- Cato Bontjes van Beek (1920–1943), Widerstandskämpferin
- Lennard Bertzbach (* 1988), Schauspieler
- Franz Deuter (1899–1973), Politiker (SPD)
- Erich von Hofe (* 1956), Politiker (B’90/Grüne)
- Felix Isenbügel (* 1986), Theater- und Fernseh-Schauspieler
- Lennard Kämna (1996), Radrennfahrer
- Heinrich Modersohn (* 1948), Holzschneider und Maler
- Paul Madsack (1881–1949), Journalist, Maler, Schriftsteller und Jurist
- Heinrich Peper (1902–1984), Politiker (NSDAP)
- Georg Friedrich Prinz von Preußen (* 1976), Chef des Hauses Hohenzollern
- Louis Ferdinand Prinz von Preußen (1944–1977), Urenkel des letzten Deutschen Kaisers
- Erik Schott (1906–1975), Architekt